# Simon Meienreis
Simon Meienreis (* 1986 in Bochum) ist ein deutscher Dramaturg, Autor, Regisseur und designierter Theaterintendant. Seit 2022 ist er am Maxim Gorki Theater in Berlin engagiert.

## Leben
Meienreis wuchs in Bochum auf und studierte Volkswirtschaftslehre, Soziologie und Philosophie an den Universitäten Duisburg-Essen, Hamburg und Jena. Hier arbeitete er am lokalen Theaterhaus als Autor, Dramaturg und Moderator. Im Anschluss wechselte er 2014 an das Hessische Landestheater Marburg. In der Spielzeit 2017/2018 war er als Dramaturg am Schauspielhaus Bochum und von 2019 bis 2021 am Schauspiel Essen engagiert. In der Zwischenzeit inszenierte er unter anderem am Vorarlberger Landestheater Bregenz.
Im Jahr 2021 initiierte er das bundesweite Theaterprojekt Kein Schlussstrich, das er gemeinsam mit Ayşe Güleç und Tunçay Kulaoğlu künstlerisch leitete. Im Rahmen des Projekts fanden über drei Wochen in 15 Städten parallel Theaterstücke, Konzerte, Diskussionsveranstaltungen und Filmvorführungen rund um den NSU-Komplex statt. Beteiligte Institutionen waren unter anderem die Theater Chemnitz, das Landestheater Eisenach, das Institut für Demokratie und Zivilgesellschaft Jena, das Schauspiel Köln und die Münchner Kammerspiele.
Seit März 2022 ist er Dramaturg am Maxim Gorki Theater in Berlin unter der Intendantin Shermin Langhoff. Zur Spielzeit 2026/2027 wird er Intendant am Theater Baden-Baden.

## Rezeption
- Stephan Karkowsky: Die Erinnerung an die Opfer des NSU bleibt lebendig. In: Deutschlandfunk Kultur-Sendung Interview vom 19. Oktober 2021.
- Petra Dorrmann: Debatte um Migration: Ein Perspektivwechsel. In: RbbKultur – Das Magazin vom 8. Februar 2025.